# 庾信
庾 信（ゆ しん、天監12年（513年）- 開皇元年（581年））は、中国の南北朝時代の文学者。字は子山。本貫は南陽郡新野県。南朝梁に生まれ、前半生は皇太子蕭綱（後の簡文帝）配下の文人として活躍した。侯景の乱後の後半生は、やむなく北朝の北周に身を置くことになり、代表作「哀江南賦」をはじめ、江南を追慕する哀切な内容の作品を残した。

## 略歴
父の庾肩吾は、武帝の三男の晋安王蕭綱（後の簡文帝）の王国常侍・参軍をつとめた。
庾信は15歳の時、当時の皇太子昭明太子蕭統に仕え、東宮講読に侍した。中大通3年（531年）4月、蕭統が早世する。7月に蕭綱が皇太子となると、父庾肩吾は東宮通事舎人に任じられた。同時に庾信も、徐摛の子の徐陵とともに抄撰学士となり、宮体詩の作者として梁の宮廷で活躍した。徐・庾親子の詩文は「徐庾体」と称されて、当時の人士の間で大いに流行した。
大同11年（545年）、庾信は東魏への使節の副使となり、当地の文人たちにその文才を大いに賞賛された。帰国後の翌中大同元年（546年）、東宮学士・建康県令となる。ところが2年後の太清2年（548年）に侯景の乱が起こり、それまで太平を謳歌していた梁は一転して混乱の極みに陥ることになる。10月、庾信は建康に迫る侯景軍に対して朱雀航の守備を命じられたが、北族で構成される敵軍が殺到すると恐れをなして戦う前に逃げ出した。翌太清3年（549年）2月、侯景軍に包囲されていた台城が陥落、5月には武帝が餓死させられ、侯景の傀儡として簡文帝が即位する。父の庾肩吾は簡文帝に従い、度支尚書に任じられた。この戦乱の最中、庾信は幼い3子を全て失ってしまう。
台城陥落後、庾信は江陵に本拠を置く湘東王蕭繹（後の元帝）のもとに奔り、大宝2年（551年）に御史中丞となった。この年、侯景のもとから江陵に逃れてきた父の庾肩吾が65歳で死去し、父の武康県侯を継いだ。11月、蕭繹が皇帝に即位し、翌承聖元年（552年）に庾信は散騎常侍・右衛将軍となった。
承聖3年（554年）7月、庾信は元帝の使者として、西魏の都長安を訪れたが、滞在中の11月、西魏は襄陽の蕭詧を擁して江陵に侵攻する。12月、江陵が西魏軍により陥落。元帝は圧殺され、そのもとにいた王褒らの人士は長安に連行された。庾信は仕えていた朝廷を失い、以後北朝に仕えることになる。西魏とその後を継いだ北周では、庾信は王褒と共に江南屈指の文人として重んじられた。江陵平定後には使持節・撫軍将軍・金紫光禄大夫・大都督の位を受け、まもなく車騎大将軍・儀同三司に転じる。さらに北周が建国されると、驃騎大将軍・開府儀同三司などの高官に任じられ、帝室の趙王宇文招や滕王宇文逌らと親しく交際したが、志を得られない不遇の時を過ごすことになる。
永定元年（557年）10月、陳霸先が建康で即位して南朝陳を建てると、南北とも各王朝が改まり、南北朝末の新たな三国鼎立の状態が始まる。建徳4年（575年）、北周と陳との間に和睦が成立し、長安に抑留されていた江南の人々の帰国が実現したが、庾信と王褒の2人のみは、その文才が惜しまれ、引き続き長安に留め置かれた。これに追い討ちをかけるように、翌建徳5年（576年）、王褒が64歳で没する。さらに大象2年（580年）、外戚の楊堅（後の隋の文帝）が北周の実権を握り、庾信の友人であった趙王宇文招や滕王宇文逌が誅殺された。
翌開皇元年（581年）2月、隋が成立した後、その年に長安で病没。享年69。
子に庾立、孫に庾威士があった。

## 文学作品
- 「春賦」
- 「鏡賦」
- 「対燭賦」
- 「灯賦」
- 「蕩子賦」
- 「哀江南賦」
- 「傷心賦」
- 「擬詠懐」
- 「擬連珠」

## 著名な作品
| 寄王琳（王琳に寄す） |                    |                                                  |
| 原文                 | 書き下し文         | 通釈                                             |
| 玉關道路遠           | 玉関 道路遠く      | 玉門関（ここでは長安）への道のりは遠く           |
| 金陵信使疏           | 金陵 信使疏なり    | 金陵（建康の別名）からの使者はまれにしか訪れない |
| 獨下千行涙           | 独り千行の涙を下し | 私は一人幾筋もの涙を流しつつ                     |
| 開君萬里書           | 君が万里の書を開く | あなたの万里の彼方から寄せられた手紙を開く       |

## 参考資料

### 中国書
- 『周書』巻41[1]
- 『北史』巻83
- 倪璠 編『庾子山集注』中華書局〈中国古典文学基本叢書〉、1980年。

### 和書
- 興膳宏『庾信－望郷詩人』集英社〈中国の詩人－その詩と生涯4〉、1983年。
- 矢嶋美都子『庾信研究』明治書院、2000年。
- 加藤国安『越境する庾信－その軌跡と詩的表象』研文出版（上・下）、2004年。博士論文。
- 森野繁夫 編『庾子山詩集』白帝社、2006年。訳注書。
- 安藤信廣『庾信と六朝文学』創文社〈東洋学叢書〉、2008年。第二部が関連論考。講談社「創文社オンデマンド叢書」電子書籍で再刊。
- 吉田誠夫『庾信－四賦注釈』日外アソシエーツ、2022年。
- 興膳宏 編『六朝詩人群像』大修館書店〈あじあブックス〉、2001年。列伝、原田直枝が担当。